# 2381 Landi
2381 Landi (1976 AF) là một tiểu hành tinh vành đai chính được phát hiện ngày 3 tháng 1 năm 1976 bởi Felix Aguilar Observatory ở El Leoncito.